# Silene compacta
Silene compacta är en nejlikväxtart som beskrevs av Fischer. Silene compacta ingår i släktet glimmar, och familjen nejlikväxter. Inga underarter finns listade i Catalogue of Life.